# Центральне міністерство Японії
Центральне міністерство Японії (яп. 中務省 накацукаса-сьо) — одне з Восьми міністерств середньовічної Японії. Утворено 649 року (в період Асука), проте остаточна інституалізація відбулася на початку періоду Хейан. Слугувано зв'язком між Дайдзьоканом (Великою державною радою) і імператором. Реформавано в період Мейдзі.

## Завдання
- завідувало палацовим церемоніалом (дотримання етікету імператором, його ріднею та почтом);
- розв'язувало організаційні питання життя імператорського палацу (ведення відвідувань імператора, веде рахунків імператорської родини, нагляд за ліками, що подаються імператору, збереження порядку в імператорських палацах);
- керувало канцелярією
- надання порад імператорові в особистих справах;
- виготовлення подарунків імператору;
- ведення записів, що стосуються особистого статусу імператорських князів з другого по четвертий покоління;
- ведення записів, що стосуються аристократок та інших жінок імператорського двору;
- нагляд за поданням імператору перепису населення в провінціях;
- нагляд за поданням імператору рахунків податків, що підлягають стягненню;
- нагляд за поданням імператору списків ченців і черниця у провінціях;
- спостереження за імператорськими архівами;
- нагляд за астрономічними розрахунками та розташування календаря;
- нагляд за придворними художниками.

## Структура
На чолі стоям міністр або голова-адміністратор (накацукаса-кьо). З період Хеан (XI ст.) цю посаду обіймали виключно принци. Називався міністр центральних справ. Йому допомагали 4 заступника (перший — накацукаса-тайфу; другий — накацукаса-сьо; третій — накацукаса-дайсьо; четвертий — накацукаса-сьосьо).
Іншими посадами були: 8 імператорських спальничих (дзідзью), 90 міністерських помічників (удоні), головний кресляр і редактор (дайнайкі), помічники креслярів та редакторів (сьонайкі), кресляри (кенмоцу), головний хранитель палацових кімнат (чугу-дайбу), помічник хранителя палацових кімнат (чугугон-но-дайбу), старший сановник палацу (удонері-но-камі), головний куратор палацу (кура-но-камі), помічник куратора палацу (кура-но-гон-но-камі), головний портний імператорського двору (нуі-но-камі), головний астролог (он'йо-но-камі), головний упорядник календаря (рекі-хакасе), головний астроном (тенмон-хакасе), головний суддя-хранитель (рьококу-хакасе), головний архітектор (такумі-но-камі).